# 肩紋長腳螢金花蟲
肩紋長腳螢金花蟲（学名：Monolepta hieroglyphica）为金花蟲科長腳螢金花蟲屬下的一个种。也称双斑长跗萤叶甲、双斑萤叶甲、四目叶甲。一年一代，以卵在表土下越冬。幼虫取食禾本科植物或杂草的根，成虫为害禾本科、十字花科、杨柳科、豆科等植物。